# Enada

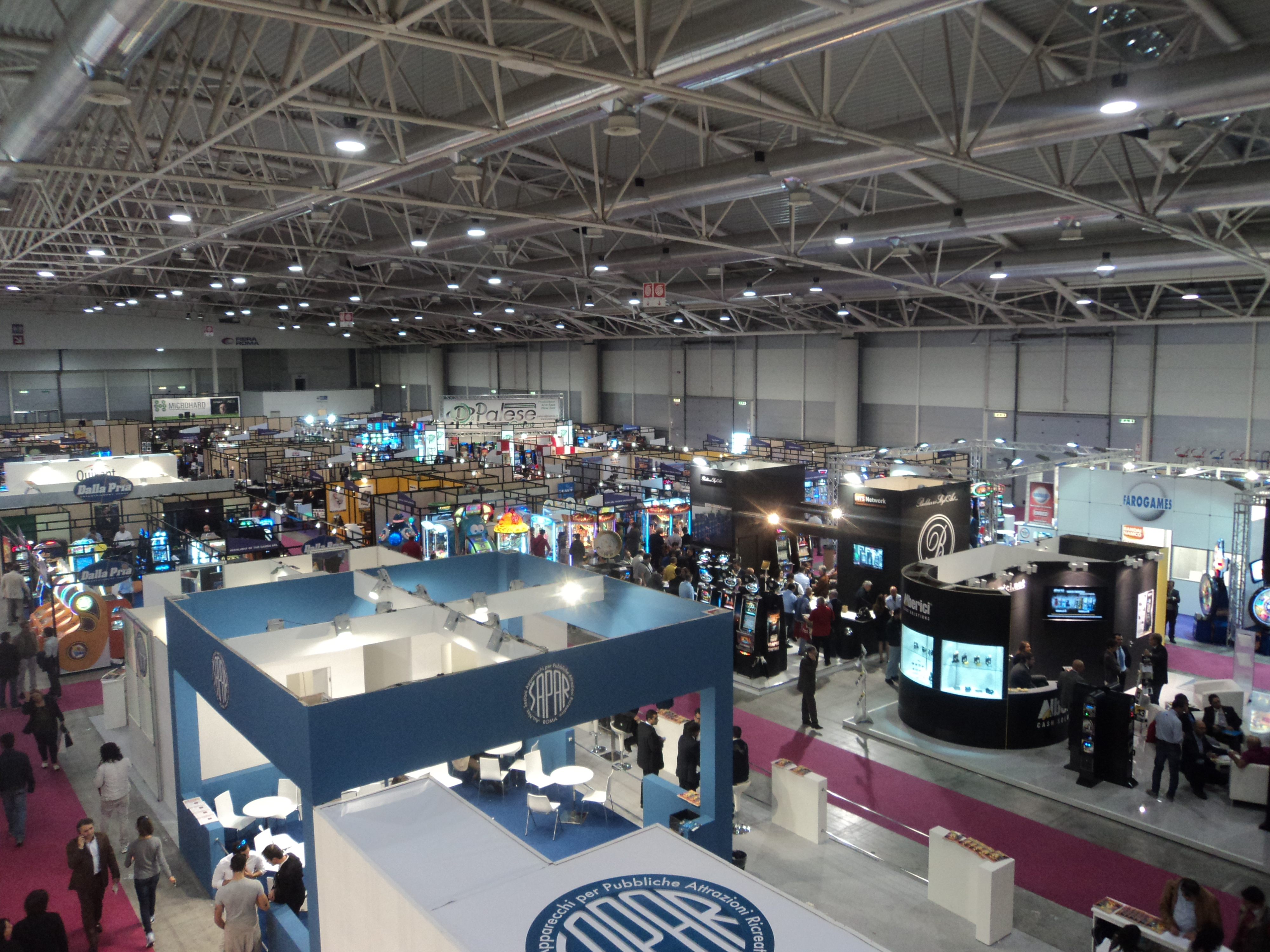
Enada 2013

Enada o ENADA, originariamente sigla di Esposizione Nazionale Apparecchi per il Divertimento Automatici, è una fiera italiana fondata nel 1972 e dedicata agli apparecchi pubblici da intrattenimento e da gioco. 
Si rivolge agli operatori e tratta prodotti come slot machine, videolottery, videogiochi arcade, flipper, biliardo, calciobalilla, nonché relative tecnologie, sistemi di pagamento, arredamenti, servizi per sale e gioco online.
Si svolgeva annualmente alla Fiera di Roma, di solito a ottobre, mentre a Rimini Fiera si svolge un'ulteriore edizione annuale chiamata Enada Primavera, introdotta nel marzo 1989. L'edizione autunnale a Roma è cessata dopo il 2020.
È promossa dalla SAPAR (Servizi e Apparecchi per le Pubbliche Attrazioni Ricreative) e organizzata dalla IEG (Italian Exhibition Group).
Le prime edizioni si svolsero al Palazzo dei Congressi di Roma, organizzate dalla SAPAR e dall'AGIS (Associazione Generale Italiana dello Spettacolo). Almeno a metà anni '80 la sede era ancora il Palazzo dei Congressi.